# Bitva o Čóru
Bitva o Čóru byla bitva v okolí afghánského města Čóra (3 000 obyvatel) mezi 15. – 19. červnem 2007 mezi silami NATO a povstalci z hnutí Tálibán. Město se nachází v provincii Orúzgán a je zároveň správním střediskem okresu Čóra. Pro Tálibán bylo důležitým cílem, protože představovalo spojení mezi neklidným okresem Gízáw (Gízáb) a provinčním hlavním městem Tarín Kót.

## Předehra
Provincie Uruzgán sousedí se severními okresy neklidných provincií Kandahár a Hilmand. Z etnického hlediska jde o velmi podobné oblasti – převážně paštunské složení obyvatelstva představuje prostředí, ve kterém je Tálibán schopen aktivně působit. Na straně spojeneckých vojsk došlo k výměně posádek v srpnu 2006, kdy vojska ISAF pod nizozemským velením vystřídala americká vojska. 150 amerických vojáků bylo vystřídáno jednotkou o počtu 1 400 mužů.
Ale ani toto mnohonásobné zvýšení počtu vojáků nemohlo zaručit zcela zvládnutí bezpečnosti, protože provincie se svými téměř 22700 km² představovala 2/3 území Nizozemska (celá provincie má ale jen cca 315 000 obyvatel). Nizozemci a jim podřízené kontingenty udržovali permanentní kontrolu jen nad třemi největšími populačními centry v provincii. Zbytek území byl monitorován zejména prostřednictvím hlídek a kontrolních stanovišť.
Ve městě Čóra působilo kolem 60 nizozemských vojáků pod velením kapitána Larryho Hamerse, kteří se zaměřovali zejména na pokračování v civilních projektech spuštěných americkými vojsky. Mezi ně patřila stavba mešity či mostu. Kromě nich bylo k dispozici ještě sto afghánských policistů.

## Boj
První náznaky bezpečnostního ohrožení se objevily v pátek 15. června, kdy propuklo v okolí města Čóra několik přestřelek. Srážky vyvrcholily útokem sebevražedného útočníka, který zaútočil na konvoj nizozemských vojáků v hlavním městě provincie Tarín Kót, přičemž zabil jednoho vojáka a několik Afghánců.
Druhý den americké bojové letadlo zpozorovalo skupinu asi 60 mužů blížící se k městu Čóra, ale vzhledem k tomu, že nebylo možné určit o koho jde nebyl útok povolen. Krátce na to se tři policejní stanice (Kalá'í Kala, Níází a Saráw) nacházející se na cestě mezi městy Čóra a Tarín Kot staly terčem koordinovaného útoku povstalců. Podle odhadů nizozemských vojáků se útoku účastnilo až 800 bojovníků Tálibánu, ale obecně je tento odhad považován za přehnaný.
Po propuknutí bojů byli nizozemští vojáci vysláni na pomoc stanicím v Kalá'í Kala a Niazi. Stanice Saráw byla obsazena Tálibánem. Veliteli tamní policejní stanici zabili dva bratry a jeho ženě uťali ruce. Poté, co ho donutili sledovat svou manželku, podřízli krk i samotnému veliteli. Velení nizozemského kontingentu se rozhodlo evakuovat i zbylé dvě policejní stanice. Ty následně obsadil Tálibán.
Nizozemská jednotka v okolí města Čóra se spojila s velitelem kontingentu plukovníkem Hansem van Griensvenem a žádala další rozkazy. Ten jim přikázal zůstat na místě a v případě dalšího útoku Tálibánu mu čelit.
Do akce se zapojilo i letectvo. Průzkum odhalil skupinu asi třiceti bojovníků vedených muži známými jako Kaka a Sadam soustředěnou na farmě u vesnice Kala-je Rág (anglicky Qal'ah-ye Raghu). Bojové vrtulníky Apache vypálily na farmu dvě rakety Hellfire. Mezi oběťmi bylo několik civilistů a jak se později ukázalo, i několik zahraničních bojovníků z Bosny.
V případě nastávajícího boje bylo důležité na kterou stranu se připojí místní velitel Rozi Chan, který byl známý častým měněním stran. Nakonec ale sám nabídl svých 150 – 200 bojovníků na obranu města. Podmínkou bylo, že jim musely být poskytnuty zbraně. To vyvolalo jisté obavy, protože tyto zbraně mohly být později použity proti spojeneckým nebo afghánským vojskům, ale nakonec bylo tomuto požadavku vyhověno. Dalším krokem bylo posílení kontingentu v Čóře o dalších nizozemské a australské vojáky. Část australských vojáků byla vyslána do údolí Balúčí, aby zajistila klíčovou silnici spojující města Čóra a Tarín Kót. V oblasti byli ozbrojenci nadále velmi aktivní, o čemž svědčí i raketový útok ve městě Tarín Kót, který si vyžádal život jednoho amerického vojáka.
17. a 18. června se obě strany připravovaly na rozhodující boj. Počet nizozemských vojáků v oblasti se zvýšil na 500 a vrtulníky Chinook bylo přepraveno dalších 50 afghánských vojáků. Na druhou stranu si Tálibán upevňoval kontrolu nad obydlenými oblastmi a nutil civilisty, aby mu v boji pomáhali. Tento fakt vedl k tomu, že při útocích na pozice Tálibánu umíralo i mnoho civilistů.
Letectvo bylo mimořádně aktivní. V některých okamžicích bylo v akci až šest nizozemských stíhaček F-16 útočících na cíle vytipované pěchotou. V noci ze 17. na 18. června zaznamenali nizozemští vojáci další ztráty. Při palbě z minometu ráže 81 mm došlo k výbuchu v hlavni zbraně, což si vyžádalo život jednoho vojáka a dalších tři zraněné.
Ráno 19. června došlo k neshodám mezi nizozemskými vojáky a vedením NATO, které zastavilo letecké operace v oblasti. Ale nizozemský velitel reagoval rychle a razantně – vyhrožoval, že stáhne svá letadla zpod velení NATO. Tento argument velení stačil a o 10:00 byla spuštěna operace Troy, které se zúčastnili nizozemští a afghánští vojáci spolu se spřátelenými milicemi. Potvrdilo se, že Tálibán nedokáže čelit koaličním vojskům v otevřeném boji a všechny tři policejní stanice se rychle dostali pod kontrolu koaličních vojsk.

## Následky
Nejdůležitějším důsledkem bojů bylo zmaření snah Tálibánu o získání kontroly nad touto významnou oblastí, což mělo dopad i na jeho činnost v jiných regionech. Podle odhadů padlo 71 bojovníků Tálibánu. Spojenecká vojska hlásila smrt dvou nizozemských, jednoho amerického, jednoho australského a šestnácti afghánských vojáků. Vysoký byl i počet civilních obětí, který podle oficiálních statistik dosáhl počtu 65.
Nizozemská armáda v bojích dokázala svou schopnost čelit silným nepřátelským útokům a sladit činnost různých svých složek. Pozemní jednotky měly oporu v dělostřelecké podpoře, kterou poskytovaly samohybné houfnice PzH 2000, jakož i v letecké podpoře kterou jim zajišťovaly letouny F-16.